# Evelyn Kawamoto
Evelyn Tokue Kawamoto (Honolulu, 17 settembre 1933 – 22 gennaio 2017) è stata una nuotatrice statunitense, specializzata nello stile libero.

## Palmarès

### Olimpiadi
- Bronzo a Helsinki 1952 nei 400 metri stile libero.
- Bronzo a Helsinki 1952 nella staffetta 4x100 metri stile libero.